# Districtul Phu Kradueng
Phu Kradueng (în thailandeză ภูกระดึง) este un district (Amphoe) din provincia Loei, Thailanda, cu o populație de 33.438 de locuitori și o suprafață de 709,0 km².

## Componență
Districtul este subdivizat în 4 subdistricte (tambon), care sunt subdivizate în 54 de sate (muban).
| Nr. | Nume         | În thailandeză | Sate | Locuitori |  |
| --- | ------------ | -------------- | ---- | --------- |  |
| 1.  | Si Than      | ศรีฐาน          | 16   | 10,963    |  |
| 5.  | Pha Nok Khao | ผานกเค้า        | 14   | 8,140     |  |
| 7.  | Phu Kradueng | ภูกระดึง         | 13   | 7,698     |  |
| 10. | Huai Som     | ห้วยส้ม          | 11   | 6,637     |  |

Numerele lipsă sunt subdistricte (tambon) care acum formează districtele Pha Khao și Nong Hin.